# Václav Dolejšek
Václav Dolejšek (20. února 1895 Praha – 3. ledna 1945 Malá pevnost v Terezíně) byl zakladatelem české vědecké školy rentgenové spektroskopie a založil několik jedinečných výzkumných laboratoří. V roce 1931 vznikl z jedné z těchto laboratoří vůbec první samostatný Spektroskopický ústav ve střední Evropě, ve kterém pracovali čeští i zahraniční odborníci. Přes svůj krátký život poznamenaný válkami má velké zásluhy na rozvoji naší experimentální fyziky.
V pouhých sedmadvaceti letech objevil dlouho hledané N-série rentgenových spekter prvků uranu, thoria a bizmutu. Tento objev byl důležitým dokladem správnosti představ o stavbě atomu. Na základě svých objevů a vědecké práce měl Dolejšek písemné i osobní kontakty s mnoha významnými vědci. Například se švédským fyzikem Manne Siegbahnem, německým fyzikem Friedrichem Paschenem nebo francouzským kvantovým fyzikem Louisem de Broglie.
Během druhé světové války velmi aktivně pracoval v odboji a zaplatil za to svým životem. Zemřel po mučení na epidemii úplavice v koncentračním táboře v Terezíně v pouhých padesáti letech.

## Život

### Studia

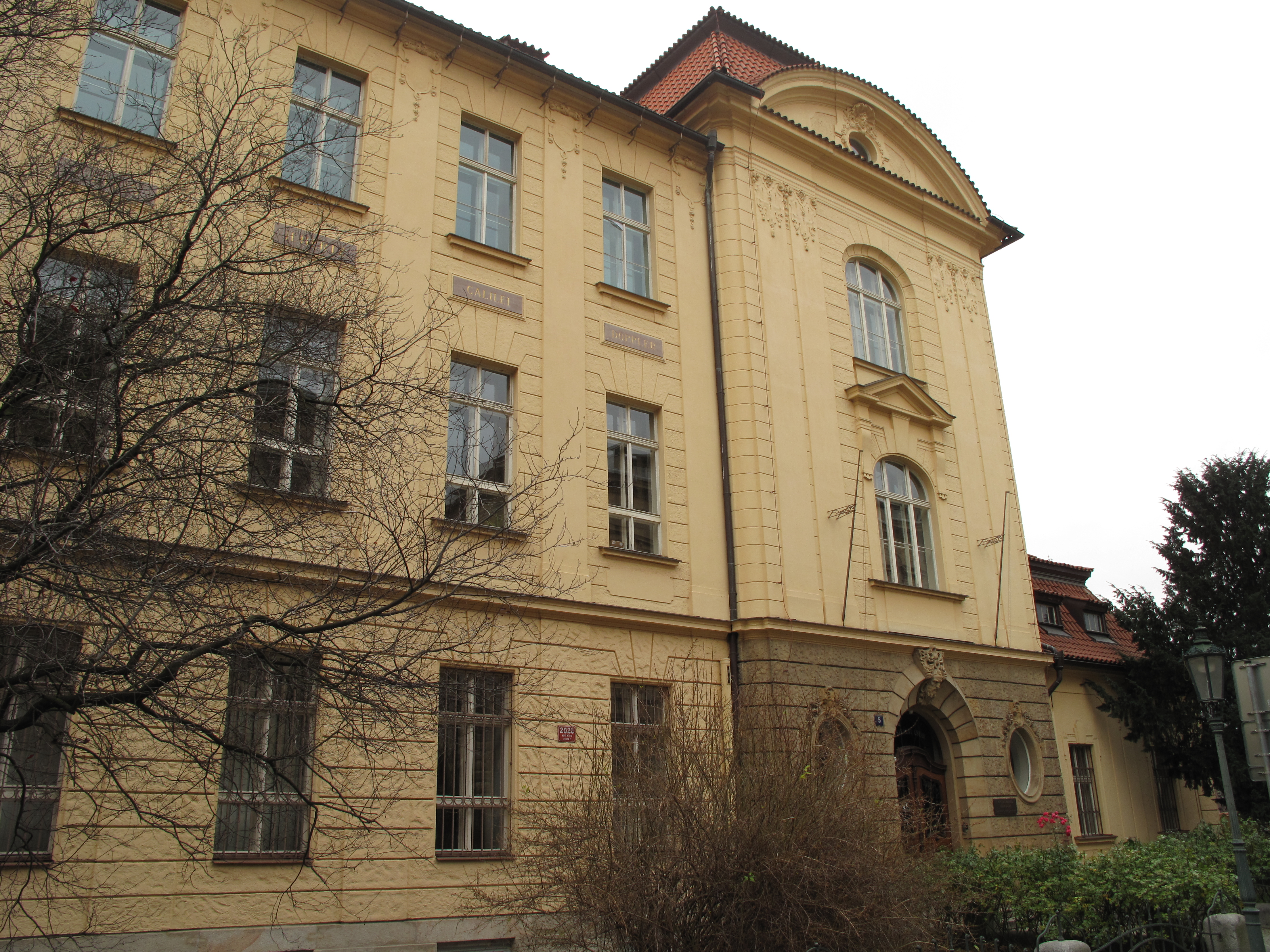
Fyzikální ústav Karlovy Univerzity - historická budova

Václav Dolejšek se narodil 20. února 1895 v Praze. Jeho otec byl úředníkem Pražské městské spořitelny a matka mu zemřela v jeho sedmi letech. Od roku 1906 studoval na českém reálném gymnáziu v Praze, kde v roce 1914 odmaturoval. Na podzim stejného roku začal studovat matematiku a fyziku na Filozoﬁcké fakultě Karlo-Ferdinandovy univerzity v Praze. V roce 1915 byl však odveden jako dobrovolník do armády.

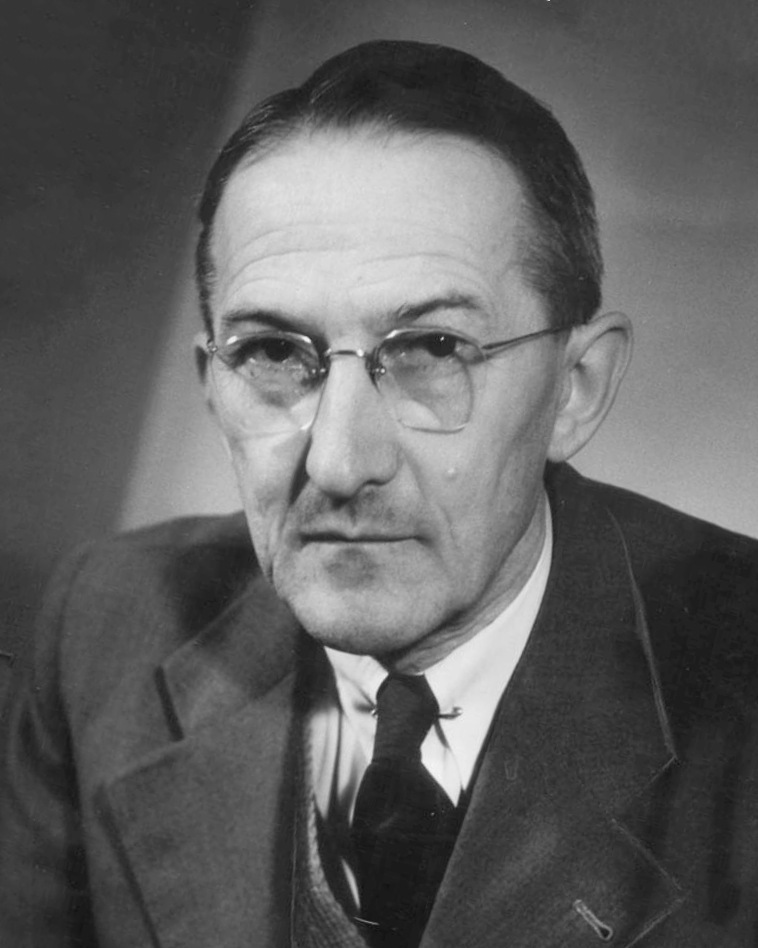
Nositel Nobelovy ceny Jaroslav Heyrovský - celoživotní přítel Václava Dolejška

V říjnu 1918 se vrátil z fronty v Makedonii. V zimním semestru dokončil studium a stal se asistentem u Bohumila Kučery ve Fyzikálním ústavu Karlo-Ferdinandovy univerzity. Vypracoval zde svou disertační práci s názvem Teorie skládání barev a barvy komplementární a v roce 1920 odpromoval. Po smrti Bohumila Kučery se Václav Dolejšek stal asistentem u Václava Posejpala. Ve Fyzikálním ústavu se seznámil s chemikem Jaroslavem Heyrovským a stali se z nich přátelé na celý život.
Koncem roku 1921 odjel Dolejšek na svůj první zahraniční pobyt na univerzitu ve švédském Lundu na stáž u Manne Siegbahna. Zde se zabýval rentgenovou spektroskopií a atomovou fyzikou. Jeho měření spektrálních čar byla ve své době velmi přesná a v roce 1922 objevil dlouho hledané spektrální čáry N-série prvků uranu, thoria a bismutu. Svým objevem se přiřadil k objevitelům prvních sérií rentgenových spekter - fyzikům Ch. G. Barklaovi (série K a L objevená v roce 1908) a Manne Siegbahnovi (série M objevená v roce 1916), kteří za tyto objevy a rozvoj rentgenové spektroskopie obdrželi Nobelovu cenu.
Díky podpoře Rockefellerovy nadace sídlící v německém Tübingenu si svůj studijní pobyt doplnil kratším pobytem na univerzitě v Tübingenu. Zde pracoval u odborníka na optickou spektroskopii Friedricha Paschena. Tato práce jej nasměrovala k jeho celoživotní vědecké práci ve spektroskopii a vakuové fyzice.

### Mezi válkami
V letech 1923 - 1924 se Dolejšek stal asistentem na Fyzikálním ústavu Univerzity Karlovy, kde začal přednášet na téma Výsledky X-spektroskopie. O jeho přednášky byl velký zájem a začala se kolem něj tvořit první vědecká škola experimentální fyziky.

Princip spektrometru

Postupně začal budovat rentgenovou spektroskopickou laboratoř, kterou vybavil rentgenovými trubicemi a spektrografy vyrobenými podle jeho návrhů v dílnách Fyzikálního ústavu. Po přijetí prvních výzkumných pracovníků, mezi kterými byla i jeho žačka jaderná fyzička Adéla Kochanovská Němejcová, začala laboratoř intenzivně pracovat. Brzy si získala velmi dobré postavení mezi světovými rentgenovými spektroskopickými laboratořemi.
V roce 1931 vznikl z této laboratoře vůbec první samostatný Spektroskopický ústav ve střední Evropě, ve kterém pracovali čeští i zahraniční odborníci. V roce 1935 byl Václav Dolejšek jmenován řádným profesorem a vedoucím tohoto ústavu. V roce 1939 po okupaci naší republiky byly uzavřeny české vysoké školy a také vědecké ústavy. Tím byla ukončena i činnost Spektroskopického ústavu.

### Druhá světová válka

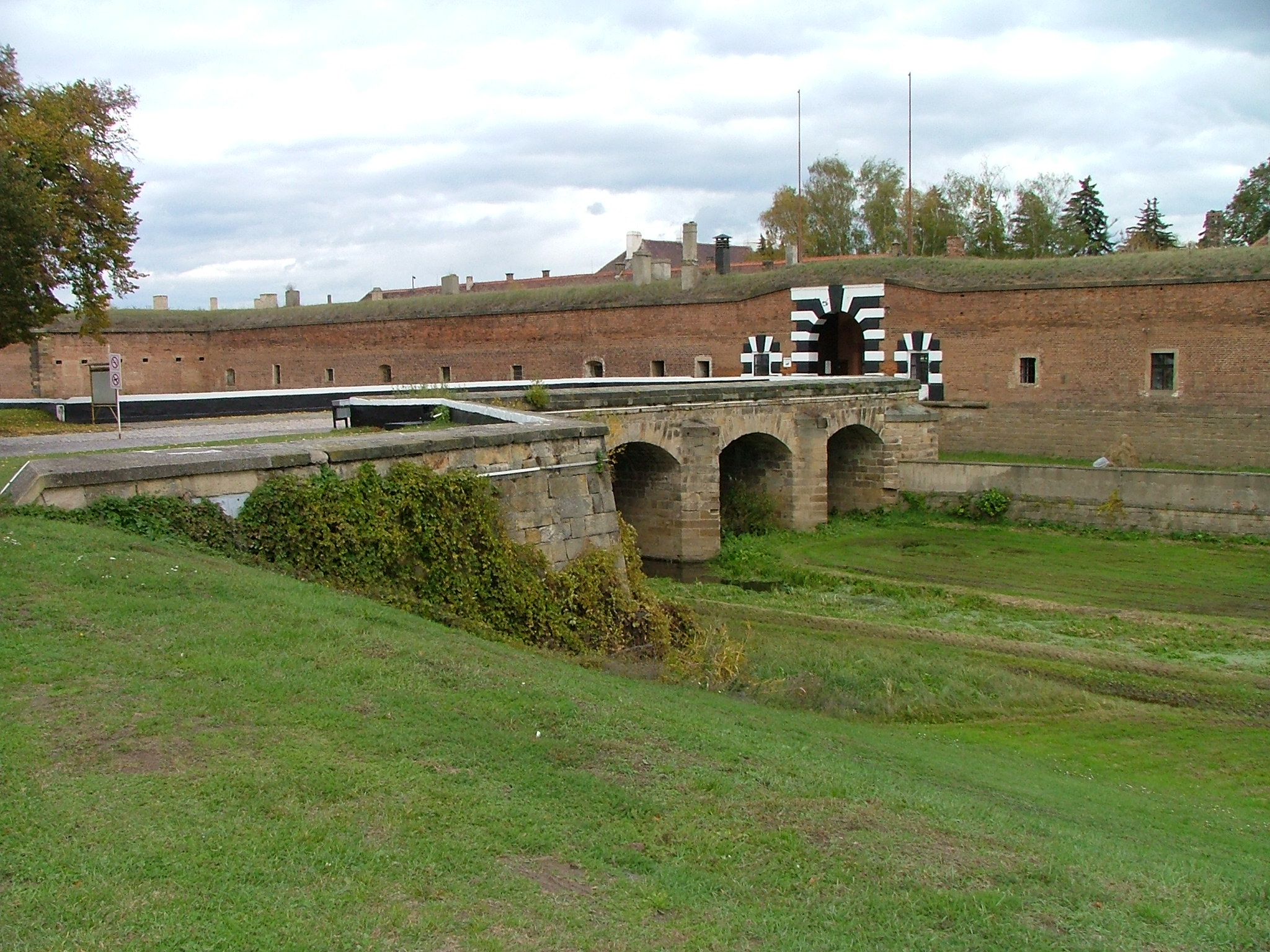
Vstup do Malé pevnosti v Terezíně, kde byl Václav Dolejšek umučen

Na začátku druhé světové války v roce 1939 požádal Manne Siegbahn Václava Dolejška, aby mu poslal své vědecké práce, protože ho chtěl navrhnout na udělení Nobelovy ceny. On však odpověděl, že si ještě tak velkou poctu nezaslouží a že sám navrhne Jaroslava Heyrovského.
Během války se podařilo odstěhovat inventář Fyzikálního ústavu do autoopravny Škodových závodů na Smíchově. Václav Dolejšek zde pracoval, ale zároveň se účastnil aktivního odboje v Národní radě české a pak ve vojenské odbojové organizaci ÚVOD. Podílel se například na stavbě vysílačky L15, která zajišťovala spojení s československou exilovou vládou v Londýně.
Dne 7. října 1944 byl Václav Dolejšek zatčen gestapem a uvězněn v koncentračním táboře Malá pevnost v Terezíně. Zde dne 3. ledna 1945 zemřel na následky mučení a úplavici ve věku nedožitých padesáti let.

## Vědecké dílo
- V roce 1922 Dolejšek objevil dlouho hledané N-série rentgenových spekter prvků uranu, thoria a bizmutu. Tento objev byl důležitým dokladem správnosti představ o stavbě atomu.
- Prováděl široký průzkum emisních a absorpčních spekter různých pevných látek a plynů. On a jeho spolupracovníci objevili řadu nových rentgenových čar v různých oblastech spektra a změřili jejich vlnové délky.
- Vypracoval metody přesného měření mřížkových parametrů krystalů. Studoval vliv nedokonalosti krystalů na jejich reflexní mohutnost, rozlišovací schopnost a šířku čar pomocí nové metody fokusace rentgenových paprsků a nového nízkonapěťového iontového zdroje rentgenových spekter.
- Zabýval se také vakuovou fyzikou. Zkonstruoval například původní vysokovakuovou vývěvu s čerpací látkou parafínem nebo rozkladné rentgenové trubice.
- Byl výborným pedagogem. Výsledky jeho práce a jeho žáků byly uveřejněny ve 115 pracích v mnoha vědeckých a odborných časopisech, převážně zahraničních.

## Rodinný život
Václav Dolejšek byl třikrát ženatý. První dvě manželství skončila po několika letech. Třetí manželství bylo šťastné, ale trvalo pouhých šest let, neboť jej ukončila jeho smrt v koncentračním táboře v roce 1945. Z prvního manželství se v roce 1922 narodil vyhledávaný restaurátor uměleckých kovových památek - Luboš Dolejšek. Z druhého manželství se narodil vědecký pracovník ÚFCH J. Heyrovského AV ČR - Zdeněk Dolejšek. Ze třetího manželství se v roce 1940 narodil letecký inženýr a konstruktér - Václav Dolejšek a v roce 1942 dcera Věra provdaná Hauptfeldová, profesorka biologie na Saint Louis University ve Washingtonu v USA.

## Vyznamenání
- 1945 - Československý válečný kříž 1939
- 1945 - Vyznamenání československé revoluční skupiny Ataman
- 1945 - Štefánikův pamětní odznak 1. stupně Svazu čs. důstojnictva
- 1950 - Pamětní odznak druhého národního odboje
- 1947 - Na jeho počest byla zasazena pamětní deska v historické budově FÚKU s nápisem: Padl za vlast - prof. Dr. Václav Dolejšek.
- 2019 - Na jeho počest byl slavnostně odhalen sedm metrů vysoký stěžeň s pohyblivými skružemi v areálu ústavů Akademie věd ČR na Mazance.